# Grotte des Premiers Français
La grotte des Premiers Français est une caverne de l'île de La Réunion, un département d'outre-mer français dans l'océan Indien. Elle est située sur le territoire de la commune de Saint-Paul à proximité immédiate du centre-ville, qui se trouve plus au nord. Selon la tradition, comme son nom l'indique, il s'agit du premier site de l'île à avoir été habité à la suite du débarquement des Français depuis la baie qui l'abrite, la baie de Saint-Paul.
La grotte a porté plusieurs noms différents : 
- La Caverne
- Caverne du Portugais
- Caverne des Matelots
- La loge des douze exilés
- Grotte de Notre-Dame-de-Lourdes
- Grotte des Premiers Français

En 2007, la région rebaptise le lieu « Grotte des premiers Réunionnais ».
En 2010, la municipalité de Saint-Paul a annoncé des travaux d'aménagement du parc du fait que des éboulis issus de la falaise qui surplombe l'entrée de la grotte peuvent blesser les visiteurs. La grotte reste fermée au public.

## Géographie
Cette grotte est en fait une petite caverne se lovant dans la falaise qui borde tout l'ouest de l'île, en bordure de la ravine Bernica. Cette caverne se situe au sud de Saint-Paul. De cette caverne sort une source. Aujourd'hui, un parc agrémenté de sentiers a été aménagé devant la grotte. Comme souvent à la Réunion, ce parc est aménagé pour permettre les pique-niques. Ce parc est bordé par la route, parallèle à la falaise, qui la sépare du cimetière marin où reposent de nombreux personnages célèbres pour l'histoire de Saint-Paul.

## Histoire
Deux expéditions françaises parties de Fort-Dauphin (sud de Madagascar) se déroulent en 1654 et 1663. La première mission sur le navire Ours embarque Antoine Couillard avec sept Français et six Malgaches. Ils s'installent près de Saint-Paul avec de nouveaux animaux pour faire croître le cheptel déjà présent. Ils repartent en 1658. La seconde expédition (1663) sur le Saint-Charles est conduite par Louis Payen. Elle comprend dix Malgaches (sept hommes et les trois premières femmes présentes à Bourbon). Le nom du second Français présent au côté de Payen est l'objet de débats (il est souvent avancé le nom de Pierre Pau). Cette nouvelle présence sur l'île sera pérenne et considérée comme l'acte de naissance de la colonisation de peuplement. Les dix esclaves malgaches s'enfuirent très rapidement vers la montagne. Cependant, si ces deux Français se sont bien fixés à Saint-Paul, c'est probablement dans une caverne encore un peu plus au sud et aujourd'hui effondrée. La présence d'eau fait du lieu un endroit peu propice à une installation. Les fouilles n'ont en tout cas révélé aucune trace d'un moindre campement.
À l'emplacement du parc actuel a été redécouvert un cimetière d'esclaves contenant environ 50 000 dépouilles qui a servi jusqu'en 1848. En fait, une carte du littoral saint-paulois de 1806 établie par le cartographe Le Chandelier et conservée à Aix-en-Provence mentionne bien un cimetière et non pas une grotte des premiers Français. Jusqu'à présent, tous les emplacements des cimetières pour esclaves restaient inconnus puisque ceux-ci ne pouvaient pas être enterrés près des églises, et de nombreux autres restent à découvrir.